# Fall of the Leafe
Fall of the Leafe war eine finnische Metal- und Rock-Band aus Uusikaupunki, die 1996 gegründet wurde und sich 2007 auflöste.

## Geschichte
Die Band wurde in Uusikaupunki gegründet, wobei sich später die meisten Mitglieder in Turku ansiedelten. Die Gründung geht auf das Jahr 1996 zurück, als der Gitarrist Jussi Hänninen, der Schlagzeuger Marko Hyytiä und der Bassist Juha Kouhi zusammen zu Hänninens Riffs und Songideen jammten. Da sie das Liedmaterial als zu anspruchsvoll für so wenige Mitglieder erachten holten sie Kaj Gustafsson als weiteren Gitarristen hinzu, ehe der Sänger Jani Lindström die Besetzung vervollständigte. Im selben Jahr begab sich die Band in das Crusell Studio, um dort fünf Lieder aufzunehmen, die das Demo Storm of the Autumnfall bildeten. Im folgenden Jahr wurde in demselben Studio ein weiteres Demo aufgenommen. Nachdem die Band einen Plattenvertrag bei Defiled Records aus Colorado erreicht hatte, wurde 1997 innerhalb von fünf Tagen unter der Leitung von Ahti Kortelainen in den Tico-Tico Studios das Debütalbum Evanescent, Everfading aufgenommen. Aus finanziellen Gründen wurde das Album jedoch erst im folgenden Jahr veröffentlicht. Da die Mitglieder während der Aufnahmen bemerkt hatten, dass ihre Fähigkeiten am Keyboard kaum ausreichten, kam Petri Hannuniemi als Keyboarder kurz nach den Aufnahmen zur Besetzung. Etwa zur selben Zeit verließ Lindström die Gruppe und wurde durch Tuomas Tuominen ersetzt. Die Band wechselte kurze Zeit später in einen anderen Probenraum, der jedoch abbrannte, nachdem Unbekannte eingebrochen, das meiste Equipment der Mitglieder geraubt und das Gebäude in Brand gesetzt hatten. Trotz dieses Rückschlags plante die Band Ende 1998, ihr zweites Album aufzunehmen. Nachdem sie bereits ihren Termin im Studio gebucht hatte, stellte Defiled Records seine Aktivitäten ein. Kurze Zeit später verließ Kaj Gustafsson die Gruppe. Als Ersatz kamen Mika Rostedt und Pasi Bunda hinzu, ehe kurz darauf beide durch Taneli Hatakka ersetzt wurden. Gegen Ende des Jahres 1998 wurden drei Lieder im Crusell Studio aufgenommen, die 1999 als Demo veröffentlicht wurden. Auf diesem aus drei Liedern bestehenden Demo spielte Hänninen alle E-Gitarrenspuren ein, da auch Hatakka die Besetzung wieder verlassen hatte. Durch das Demo erreichte die Band die Aufmerksamkeit des argentinischen Labels Icarus Music. Danach verließ der Bassist Kouhi die Gruppe. 1999 unterzeichnete sie einen Plattenvertrag für zwei Alben bei dem Label. Im Juli und August des Jahres begab sich die Band in das Popstudio von Mika Haapasalo. Da die Band immer noch ohne permanenten Bassisten war, übernahm der Gitarrist Hänninen diesen Posten. Als weiterer Gitarrist war zudem Rostedt zurückgekehrt. Das Album erschien im selben Jahr unter dem Namen August Wernicke, etwa sieben Monate nach dem geplanten Veröffentlichungstermin.  Den Rest des Jahres sowie das folgende Jahr änderte sich die Besetzung mehrfach. Als neuer Bassist kam Petri Santala hinzu, der durch einen zurückkehrenden Pasi Bunda ersetzt wurde, dessen Posten dann letztendlich wieder von Kouhi eingenommen wurde. Zudem verließ der Gitarrist Rostedt Fall of the Leafe und wurde durch Gustafsson ersetzt.
Im Januar 2001 begab sich die Band erneut in das Popstudio, wobei Haapasalo das Studio neu, an einem für Band weiter entfernten Ort, aufgebaut hatte. Die Aufnahmen verliefen jedoch nicht reibungslos und Jussi Hänninen musste aufgrund eines Vorfalls ins Krankenhaus eingeliefert werden. Nachdem die Aufnahmen beendet waren und sich das Liedmaterial im Prozess des Abmischens befunden hatte, lag die Band drei Monate hinter ihrem Zeitplan zurück. Das abgemischte Material wurde in den Finnvox Studios von Mika Jussila gemastert. Das Album erschien im Januar 2002 unter dem Namen Fermina. Im April verließ der Schlagzeuger Marko Hyytiä die Gruppe. Als Ersatz kam Matias Aaltonen hinzu, zunächst nur als Sessionmitglied, dann als permanentes. Aaltonen und Gustafsson waren schon seit Kindheitstagen befreundet. Da die Zusammenarbeit mit Icarus Music beendet war, hielt die Band nach einem neuen Label Ausschau. Nach längerer Suche unterzeichnete sie einen Vertrag bei Rage of Achilles. Im September bis November 2003 begannen daraufhin die Arbeiten zum nächsten Album in Mika Haapasalos Popstudio. Das Liedmaterial wurde in den Finnvox Studios von Mika Jussila gemastert, ehe das Album 2004 unter dem Namen Volvere erschien. Hierauf ist Kouhi nicht mehr als Bassist hören, da er bereits erneut die Gruppe verlassen hatte, stattdessen hatte Hänninen den Bass eingespielt. Zudem hatte nach Beendigung der Aufnahmen der Keyboarder Hannuniemi Fall of the Leafe verlassen. 2004 stand die Band zum ersten Mal seit ein paar Jahren wieder auf einer Bühne und spielte in rund ein Dutzend Clubs. Nachdem Rage of Achilles seine Aktivität eingestellt hatte, begab sich die Gruppe erneut auf Labelsuche. Sie verschickte ca. 100 Promopakete an verschiedene Labels, woraufhin Firebox Records sein Interesse kundtat und es im September 2004 zum Vertragsschluss kam. Hierüber wurde zuerst Volvere mit Bonusmaterial wiederveröffentlicht. Während die Wiederveröffentlichung in Arbeit war, zogen die Mitglieder, aufgrund der geringeren Reisedistanzen, die die Mitglieder zum Proben zurücklegen mussten, nach Turku. Als neuer Bassist kam Miska Lehtivuori hinzu. Im Frühling 2005 begannen im Popstudio die Aufnahmen zum nächsten Album, wobei es in mehreren kürzeren Sessions aufgenommen wurde. Das Album Vantage wurde 2005 veröffentlicht. Hierauf ist Hannuniemi wieder als Keyboarder enthalten. 2007 erschien das Album  Aerolithe, das von Svante Forsbäck im Chartmakers Studio in Helsinki gemastert worden war. Bereits kurz darauf gab Tuomas Tuominen am 20. August des Jahres die Auflösung der Band bekannt. Der letzte Auftritt wurde am 14. September abgehalten.

## Stil
Martin Popoff schrieb in The Collector's Guide to Heavy Metal Volume 3: The Nineties über Evanescent, Everfading, dass hierauf eine epische Mischung aus Gothic- und Black-Metal zu hören ist, wobei man auch Elemente aus dem Progressive Rock mit eingearbeitet habe. Der Gesang sei etwas monotones „Gebell“. Die vorhandenen Keyboardklänge würden vom Schlagzeug übertönt. Elemente aus dem Viking Metal würden zudem Erinnerungen an Týr und Battlelore wachrufen. Im vierten Volume seiner Buchreihe schrieb Popoff über Volvere, dass man das Album zwischen kommerziellen Paradise Lost, mittelschnellen kommerziellen Metallica, Sentenced und Dream Theater einordnen kann. Der Gesang schwanke zwischen klaren an Gothic-New-Wave erinnernde Passagen und rockigem Brülllen, während die Musik immer wieder Folk-Metal-Elemente aus der Vergangenheit der Gruppe in ein Gerüst aus Heavy Metal einbringe. Er schrieb weiter, dass die Musik klänge, als würde Finntroll sich mit Evergrey vermischen und Katatonia-Versatzstücke mit einarbeiten. Zudem hätten die Songs einen progressiven Charakter und Einflüsse von Therapy?, Midnight Oil und New Model Army seien auszumachen. Insgesamt gebe es auf dem Album groovenden, rifforientierten und düsteren Stadium Rock.
Wolf-Rüdiger Mühlmann vom Rock Hard ordnete Volvere dem Gothic Metal zu, wobei man jedoch halbherzig Sentenced imitiere und den Gesang sowie „pseudogotische und bedeutungsschwangere Dämlichkeit“ von HIM kopiere. Insgesamt klinge die Gruppe dadurch zu austauschbar. In einer späteren Ausgabe rezensierte Patrick Schmidt Aerolithe und beschrieb das Album als altbacken klingendes „Gothic-meets-Progrock-Gebräu“. Gelegentlich erinnere man zwar an Dan Swanös Bands Nightingale und Unicorn, jedoch agiere man „einfach zu süß und klebrig“, wodurch eine „aufkommende Atmosphäre mit banalen Gothic-Melodien im Stile von HIM oder To/Die/For“ getötet würden.

## Diskografie
- 1996: Storm of the Autumnfall (Demo, Eigenveröffentlichung)
- 1997: Promo 1997 (Demo, Eigenveröffentlichung)
- 1998: Enchanting Part II (Split mit Flauros, Kyprian’s Circle, Withered Garden, Obsession und Arthame, Shades of Autumn Records)
- 1998: Evanescent, Everfading (Album, Defiled Records)
- 1999: August Wernicke (Album, Icarus Music)
- 1999: Promo 1999 (Demo, Eigenveröffentlichung)
- 2002: Fermina (Album, Icarus Music)
- 2004: Volvere (Album, Rage of Achilles)
- 2005: Vantage (Album, Firebox Records)
- 2007: Aerolithe (Album, Firebox Records)